# Alcool cérylique
L'alcool cérylique ou 1-hexacosanol est un alcool gras primaire saturé à très longue chaîne (C26:0), de formule chimique C26H54O. 
Il se retrouve dans la cire épicuticulaire et la cuticule végétale de nombreuses espèces de plantes. 